# Армазово
Армазово — деревня в Новомосковском административном округе Москвы (до 1 июля 2012 года в составе Подольского района Московской области). Входит в состав поселения Рязановское.

## Население
| 2002 | 2006 | 2010 |
| ---- | ---- | ---- |
| 11   | ↘10  | ↗53  |

## Расположение
Деревня Армазово расположена на правом берегу Десны. Асфальтированной дорогой связана с городом Подольском, располагается примерно в 5 км к северо-западу от его центра. На востоке граничит с деревней Рыбино, в 500 м западнее Армазова расположена деревня Студенцы. На границе Армазова и Рыбина расположен памятник жителям деревень, погибшим в годы Великой Отечественной войны.

## История
Название деревни, предположительно, произошло от искажённого варианта прозвища Алмаз. Впервые упоминается в 1628 году: «за Иваном Васильевичем Морозовым, старая отца его боярина Василия Петровича Морозова вотчина село Ерино, на пруду у речки Десны, да того же села Санково, деревня Ормазово, деревня Студенецъ». Деревня входила в приход храма Покрова Пресвятой Богородицы села Ерино.
В XIX веке деревня Армазово входила в состав Дубровицкой волости Подольского уезда. В 1890 году в деревне проживал 101 человек, а в 1899 году — 91 человек. По данным 1911 года, в деревне насчитывалось 19 дворов.
По материалам Всесоюзной переписи 1926 года, Армазово входило в состав Студенецкого сельсовета Дубровицкой волости. В деревне проживало 122 жителя (58 мужчин и 64 женщины), насчитывалось 22 крестьянских хозяйства. С 1929 года деревня в составе Подольского района Московской области. Во второй половине XX века входила в состав Рязановского сельского округа, в 2005 году преобразованного в Рязановское сельское поселение.
Согласно Всероссийской переписи, в 2002 году в деревне проживало 11 человек (7 мужчин и 4 женщины).
1 июля 2012 года в результате расширения территории Москвы вошла в состав Новомосковского административного округа.